# Cigala-Fulgosi-Klasse
Die Cigala-Fulgosi-Klasse (oder Comandanti-Klasse) ist eine Patrouillenschiffklasse (Offshore Patrol Vessels – OPV) der italienischen Marina Militare.

## Einheiten
Die Klasse besteht aus vier zwischen 1999 und 2002 von Fincantieri in Riva Trigoso bei Genua gebauten Schiffen:
| Kennung | Name                      | Kiellegung        | Stapellauf        | In Dienst        | Status |
| ------- | ------------------------- | ----------------- | ----------------- | ---------------- | ------ |
| P490    | Comandante Cigala Fulgosi | 25. Juni 1999     | 7. Oktober 2000   | 31. Juli 2001    | aktiv  |
| P491    | Comandante Borsini        | 21. Juli 1999     | 17. Februar 2001  | 3. Dezember 2001 | aktiv  |
| P492    | Comandante Bettica        | 1. März 2000      | 26. Juni 2001     | 2. April 2002    | aktiv  |
| P493    | Comandante Foscari        | 1. September 2000 | 24. November 2000 | 2. August 2002   | aktiv  |

Die vier Schiffe wurden nach den Marineoffizieren Giuseppe Cigala Fulgosi, Costantino Borsini, Ener Bettica und Adriano Foscari benannt. Obwohl die Schiffe bereits 2002 in den aktiven Dienst übernommen worden waren, erhielten sie ihre Seekriegsflagge (bandiera di combattimento) erst am 31. Januar 2004 in Cagliari, womit sie offiziell in die Flotte aufgenommen wurden.
Diese Einheiten dienen in erster Linie zur Überwachung der Küstengewässer (z. B. Migrationsbekämpfung) und der EEZ (z. B. Fischereischutz). Daneben können sie auch für Embargodurchsetzungs- und Kampfaufgaben eingesetzt werden. Alle vier Schiffe sind in Augusta, Sizilien, beheimatet und unterstehen dem dortigen Kommando der Patrouillenkräfte (COMFORPAT). Die Einheiten dieser Klasse haben ein Tarnkappendesign.

## Weblinks

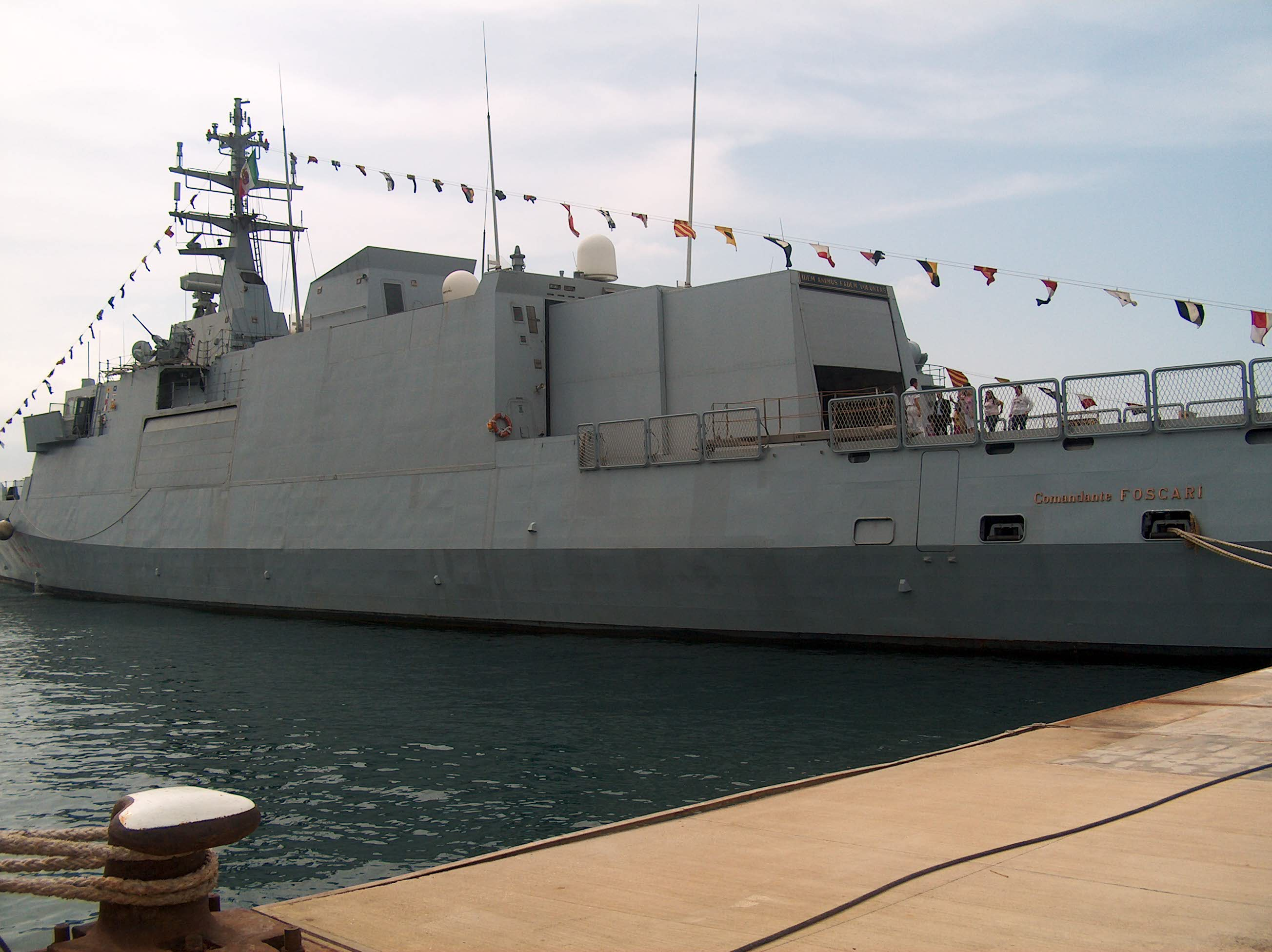
Comandante Foscari (P 493)